# Icupima
Icupima is een kevergeslacht uit de familie van de boktorren (Cerambycidae). De wetenschappelijke naam van het geslacht werd voor het eerst geldig gepubliceerd in 1991 door Martins & Galileo.

## Soorten
Icupima omvat de volgende soorten:
- Icupima ampliata Martins, Galileo & Tavakilian, 2008
- Icupima levipennis (Gahan, 1892)
- Icupima taua Martins & Galileo, 2004